# دورا برودر
دورا برودر رمانی است از پاتریک مودیانو نویسنده فرانسوی که در ۲ آوریل ۱۹۹۷ توسط انتشارات گالیمار به چاپ رسید.

## نگارش اثر

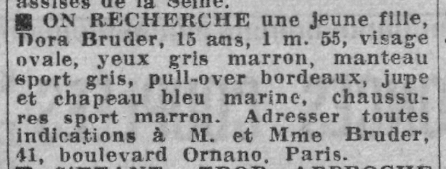
اعلامیه تحت تعقیب برای دورا برودر در پاریس-سوآر در 31 دسامبر 1941 منتشر شد

دوره اشغال و وضعیت یهودی‌ها در پاریس از زمان نخستین رمان پاتریک مودیانو یکی از درون‌مایه‌های اصلی آثار او بوده‌است. اساس این اثر به گفتگویی میان نویسنده و سرژ کلارسفلد که یک وکیل فرانسوی اسرائیلی است مرتبط است. این اثر، تلاشی است که نویسنده برای بازسازی زندگی دختری جوان و یهودی به نام دورا برودر می‌کند.
پاتریک مودیانو در سال ۱۹۸۸ در صفحه سوم روزنامه عصر پاریس مورخ ۳۱ دسامبر ۱۹۴۱ و در ستون از دیروز تا امروز به آگهی کوچکی با این مضمون برخورد می‌کند:
پاریس. در جستجوی دختری جوان، دورا برودر، ۱۵ ساله، قد ۱ متر و ۵۵، صورتی بیضی شکل، چشمان خاکستری قهوه‌ای، پالتوی ورزشی خاکستری رنگ، پلیوری قرمز، دامن و کلاه آبی، کفش‌های ورزشی قهوه‌ای. هرگونه مشاهده‌ای را به این آدرس اطلاع دهید: آقا و خانم برودر، پلاک ۴۱، بولوار اورنانو، پاریس

## خلاصه

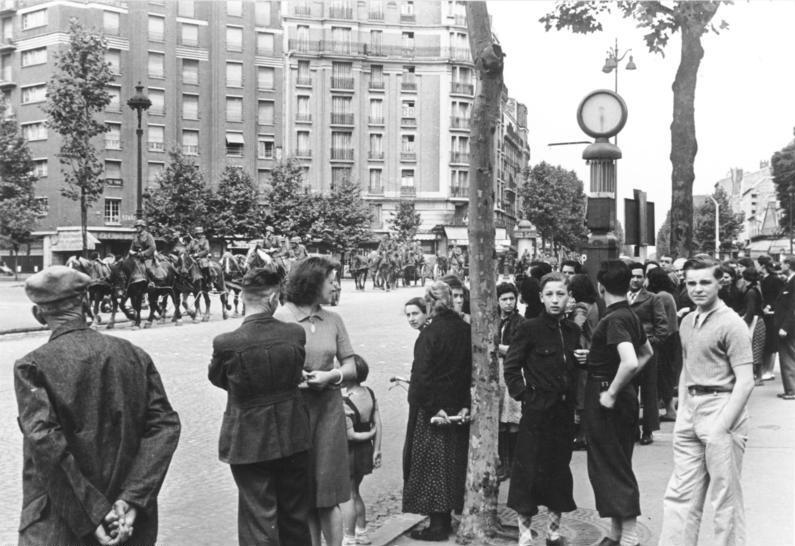
نیروهای خارجی در بلوار پاریس در سال ۱۹۴۰.

مودیانو در سال ۱۹۸۹ با دیدن آگهی گم شدن دختری به نام دورا برودر در روزنامه‌ای قدیمی مربوط به جنگ جهانی دوم که در سال (۱۹۴۱) به چاپ رسیده بود تصمیم می‌گیرد دربارهٔ این دختر و سرنوشت وی تحقیقاتی را انجام بدهد. این تحقیقات واقعی هشت سال به طول می‌انجامد و ماحصل آن کتاب «دورا برودر» است که در سال ۱۹۹۷ به چاپ رسید.